# NGC 55
NGC 55 је спирална галаксија у сазвежђу Вајар која се налази на NGC листи објеката дубоког неба.
Деклинација објекта је - 39° 13' 10" а ректасцензија 0h 15m 8,0s. Привидна величина (магнитуда) објекта NGC 55 износи 7,8 а фотографска магнитуда 8,4. Налази се на удаљености од 1,805 милиона парсека од Сунца. NGC 55 је још познат и под ознакама ESO 293-50, MCG -7-1-13, PGC 1014.